# Calvatia occidentalis
Calvatia occidentalis (Lloyd, 1915) es una especie del género de hongos basidiomicetos de la familia Agaricaceae. Posee una morfología globosa, con un exoperidio (recubrimiento general) que contiene la gleba, donde maduran las esporas hasta ser expulsadas.